# Ancistrocerus paracallosus
Ancistrocerus paracallosus är en stekelart som beskrevs av Joseph Charles Bequaert 1943.
Ancistrocerus paracallosus ingår i släktet murargetingar, och familjen Eumenidae. Inga underarter finns listade i Catalogue of Life.